# 国際芸術連盟
国際芸術連盟(こくさいげいじゅつれんめい　英語表記JAPAN INTERNATIONAL LEAGUE of ARTISTS)は、日本の音楽事務所。略称は、JILAであり、コンクール名やCDレーベル名・チケット販売部門の名前にも使われている。クラシック音楽、現代音楽のほか、朗読や大正琴等のコンサートを企画・主催している。事務所所在地は東京都新宿区。

## 概要
日本の音楽プロデューサー・作曲家・朗読演出家の服部和彦により、1993年8月17日に設立。東京・名古屋・大阪ほか日本各地で演奏会、朗読会を開催。

CD販売や楽譜販売、海外アーティストの招聘事業も行う。後援団体として、琴祥流琴祥会（大正琴）・朗読季の会等がある。

## コンクール・オーディション
演奏家・朗読家・作曲家向けに、コンクール・オーディションを開催。

### 音楽コンクール・オーディション
- 国際芸術連盟新人オーディション
- JILA音楽コンクール
- 大阪音楽コンクール
- 名古屋音楽コンクール
- パン・パシフィック現代音楽コンクール
- 21世紀国際ピアノ・コンクール
- パン・パシフィック声楽コンクール
- 東京国際マリンバコンクール

### 朗読コンクール・オーディション
- JILA朗読コンクール
- 国際芸術連盟『朗読』オーディション
- 国際芸術連盟『朗読』オーディション in OSAKA

### 作曲コンクール
- 東京国際室内楽作曲コンクール
- 東京国際歌曲作曲コンクール
- 国際芸術連盟音楽コンクール作曲部門

## 配信音源
Naxos Music Libraryで音源を配信している。
- 彩響 I - 金澤克史・現代ピアノの世界（金澤克史）
- 彩響 II - 金澤克史・現代ピアノの世界（金澤克史）
- 秋のメルヘン - 日本の心を歌う（葛西みな子）
- KAZUYO OHMICHI - リートの歓び（大道和世）